# Mauricio Pereyra
Mauricio Ernesto Pereyra Antonini (sinh ngày 15 tháng 3 năm 1990) là một cầu thủ bóng đá người Uruguay hiện tại thi đấu ở vị trí tiền vệ tấn công cho F.K. Krasnodar tại Giải bóng đá ngoại hạng Nga.

## Sự nghiệp

### Club Nacional
Pereyra ra mắt chuyên nghiệp cho Nacional trong trận đấu tại vòng loại Copa Libertadores 2009 trước Club Nacional của Paraguay, vào ngày 18 tháng 2 năm 2009.

#### Lanús
Vào ngày 2 tháng 8 năm 2011, Pereyra gia nhập Lanús của Argentina với mức phí US$1.300.000. Vào ngày 26 tháng 9 năm 2011 anh ghi bàn thắng đầu tiên trong trận hòa 1-1 trên sân nhà với Club Atlético Colón.

#### Krasnodar
Vào ngày 24 tháng 2 năm 2013, Pereyra ký hợp đồng với F.K. Krasnodar cùng bản hợp đồng thời hạn 3,5 năm, gia hạn hợp đồng ngày 30 tháng 4 năm 2015, đến mùa hè năm 2019.

## Thống kê sự nghiệp

### Câu lạc bộ
Tính đến trận đấu diễn ra ngày 13 tháng 5 năm 2018
| Câu lạc bộ          | Mùa giải            | Giải vô địch                            | Giải vô địch | Giải vô địch | Cúp Quốc gia | Cúp Quốc gia | Châu lục | Châu lục  | Khác    | Khác      | Tổng cộng | Tổng cộng |
| Câu lạc bộ          | Mùa giải            | Hạng đấu                                | Số trận      | Bàn thắng    | Số trận      | Bàn thắng    | Số trận  | Bàn thắng | Số trận | Bàn thắng | Số trận   | Bàn thắng |
| ------------------- | ------------------- | --------------------------------------- | ------------ | ------------ | ------------ | ------------ | -------- | --------- | ------- | --------- | --------- | --------- |
| Nacional            | 2009–10             | Giải bóng đá hạng nhất quốc gia Uruguay | 19           | 1            | -            | -            | 11       | 1         | -       | -         | 30        | 2         |
| Nacional            | 2010–11             | Giải bóng đá hạng nhất quốc gia Uruguay | 26           | 2            | -            | -            | 5        | 0         | -       | -         | 31        | 2         |
| Nacional            | Tổng cộng           | Tổng cộng                               | 45           | 3            | -            | -            | 16       | 1         | -       | -         | 61        | 4         |
| Lanús               | 2011–12             | Argentine Primera División              | 28           | 1            | 1            | 0            | 5        | 0         | -       | -         | 34        | 1         |
| Lanús               | 2012–13             | Argentine Primera División              | 19           | 2            | 0            | 0            | -        | -         | -       | -         | 19        | 2         |
| Lanús               | Tổng cộng           | Tổng cộng                               | 47           | 3            | 1            | 0            | 5        | 0         | -       | -         | 53        | 3         |
| Krasnodar           | 2012–13             | Giải bóng đá ngoại hạng Nga             | 9            | 1            | 0            | 0            | -        | -         | -       | -         | 9         | 1         |
| Krasnodar           | 2013–14             | Giải bóng đá ngoại hạng Nga             | 24           | 6            | 3            | 0            | -        | -         | -       | -         | 27        | 6         |
| Krasnodar           | 2014–15             | Giải bóng đá ngoại hạng Nga             | 27           | 9            | 0            | 0            | 11       | 2         | -       | -         | 34        | 11        |
| Krasnodar           | 2015–16             | Giải bóng đá ngoại hạng Nga             | 20           | 1            | 2            | 0            | 6        | 1         | -       | -         | 28        | 2         |
| Krasnodar           | 2016–17             | Giải bóng đá ngoại hạng Nga             | 21           | 2            | 0            | 0            | 10       | 0         | -       | -         | 31        | 2         |
| Krasnodar           | 2017–18             | Giải bóng đá ngoại hạng Nga             | 27           | 1            | 0            | 0            | 3        | 2         | -       | -         | 30        | 3         |
| Krasnodar           | Tổng cộng           | Tổng cộng                               | 128          | 20           | 5            | 0            | 30       | 5         | -       | -         | 159       | 25        |
| Tổng cộng sự nghiệp | Tổng cộng sự nghiệp | Tổng cộng sự nghiệp                     | 220          | 26           | 6            | 0            | 51       | 6         | -       | -         | 273       | 32        |

## Danh hiệu
Nacional
- Giải bóng đá hạng nhất quốc gia Uruguay (2): 2008–09, 2010–11